# Armancourt (Somma)
Armancourt – miejscowość i gmina we Francji, w regionie Hauts-de-France, w departamencie Somma.
Według danych na rok 1990 gminę zamieszkiwało 19 osób, a gęstość zaludnienia wynosiła 9 osób/km² (wśród 2293 gmin Pikardii Armancourt plasuje się na 972. miejscu pod względem liczby ludności, natomiast pod względem powierzchni na miejscu 1117.).